# Greta Adami
Greta Adami (Viareggio, 30 luglio 1992) è una calciatrice italiana, centrocampista dello Spezia e della nazionale italiana.

## Carriera

### Club
Nella stagione 2007-2008 ha giocato nel campionato di Serie A2, l'allora secondo livello del campionato italiano femminile di calcio, vestendo la maglia del Pisa; dal 2008 al 2011 ha invece giocato nella Vigor Misericordia, società del quartiere Marco Polo di Viareggio.
Durante il calciomercato estivo 2011 coglie l'occasione per fare un considerevole salto di categoria trasferendosi al Firenze per giocare la stagione entrante in Serie A per la prima volta in carriera. Il responsabile tecnico della squadra Mario Nicoli la fa esordire da titolare già alla 1ª giornata di campionato, nell'incontro casalingo dell'8 ottobre perso per 1-0 con la Lazio CF, rinnovandole la fiducia e impiegandola in altre 21 occasioni, e condivide con le compagne il nono posto in campionato e il raggiungimento dei quarti di finale in Coppa Italia, eliminato dalla Torres.
Adami rimane al Firenze anche la stagione successiva, con la squadra affidata al nuovo tecnico Sauro Fattori che le rinnova la fiducia impiegandola in tutte le partite di campionato, dalla 1ª giornata, dove è autrice della sua prima rete in Serie A e con la maglia viola, quella del parziale 2-0 in trasferta sulle avversarie della Fiammamonza, fino all'incontro casalingo del 1º dicembre 2012, perso con la Torres 3-1, dove a seguito di un infortunio al ginocchio sinistro deve cedere il posto a Ilaria Borghesi. L'infortunio conferma la gravità dello scontro e Adami è costretta a rimanere distante dal campo di gioco per il resto della stagione che si chiude con 4 reti per lei e con il nono posto in campionato, con conseguente agevole salvezza, e gli ottavi di finale in Coppa Italia per la squadra.
Rimane legata alla società per le successive due stagioni, la prima conclusa all'ottavo posto in campionato e con Adami che marca 29 presenze e 3 reti, la seconda che vede festeggiare la migliore prestazione sportiva della squadra che rimane nella parte alta della classifica e raggiunge il quarto posto in campionato e dove Adami marca 20 presenze e realizza 2 reti.
Nell'estate 2015, a seguito della fondazione della Fiorentina Women's come sezione femminile affiliata all'omonimo club maschile e da accordi con il Firenze, viene inserita in rosa nella nuova squadra che partecipa alla stagione viola 2015-2016. La squadra si rivela tra le protagoniste del campionato, arrivando in zona UEFA nelle ultime fasi e dovendo rinunciare alla Women's Champions League per aver perso l'ultimo incontro con l'AGSM Verona. Adami viene impiegata dal tecnico Fattori in tutti i 22 incontri di campionato, marcando complessivamente 4 reti segnando la prima con la nuova maglia viola già alla 1ª giornata, portando il risultato sul 2-0 con il Como 2000 nell'incontro in trasferta vinto per 4-0 sulle lariane.
La stagione 2016-2017 è quella di maggior prestigio nella carriera di Adami, dove concorre a vincere il suo primo scudetto e la sua prima Coppa Italia. In quella stagione la Fiorentina non lascia mai la prima posizione in campionato, con Adami impiegata in tutti i 22 incontri e dove sigla 4 reti.
Il 4 ottobre 2017 fa il suo esordio in una competizione europea per club, la Women's Champions League 2017-2018, dove nell'incontro casalingo la Fiorentina supera per 2-1 le danesi del Fortuna Hjørring.
Dopo 4 stagioni con la Fiorentina, il 29 luglio 2021 viene ufficializzato il suo tesseramento al Milan.
Il 12 gennaio 2024, Adami passa in prestito alla Lazio, in Serie B, fino al termine della stagione. Il 27 luglio dello stesso anno viene acquistata dal Sassuolo.
Il 3 febbraio 2025 viene acquistata dallo Spezia, in Serie C.

### Nazionale
Adami inizia ad essere convocata dalla Federazione Italiana Giuoco Calcio (FIGC) fin dal giugno 2017, invitata dall'allora Commissario tecnico Antonio Cabrini allo stage al Centro tecnico federale di Coverciano in previsione dell'Europeo dei Paesi Bassi 2017, senza tuttavia essere inserita in rosa per la fase finale.
Con l'avvicendamento sulla panchina Azzurra di Milena Bertolini, la nuova CT dell'Italia chiama Adami in occasione dell'amichevole del 20 gennaio 2018 pareggiata 1-1 con la Francia, dove fa il suo debutto in nazionale rilevando la pari ruolo Aurora Galli all'84, riconfermandola in rosa anche per l'edizione 2018 della Cyprus Cup, dove gioca tutte le partite del torneo e dove segna la sua prima rete contro il Galles contribuendo a far raggiungere alla sua nazionale il secondo posto nel torneo. La sua prima uscita in un incontro ufficiale UEFA avviene nel corso della fase di qualificazione al Mondiale di Francia 2019, debuttando da titolare il 6 aprile 2018 nell'incontro vinto per 3-1 sulle avversarie della Moldavia.
In seguito Bertolini la chiama per l'amichevole del 9 ottobre 2018 vinta per 1-0 sulla Svezia e per l'edizione 2019 della Cyprus Cup, dove scende in campo nei tre incontri della fase a gironi e dove l'Italia sfiora la vittoria nel torneo cedendo in finale alla Corea del Nord solo ai tiri di rigore.

## Statistiche

### Presenze e reti nei club
Statistiche aggiornate al 3 febbraio 2025.
| Stagione          | Squadra            | Campionato        | Campionato | Campionato | Coppe nazionali | Coppe nazionali | Coppe nazionali | Coppe internazionali | Coppe internazionali | Coppe internazionali | Altre coppe | Altre coppe | Altre coppe | Totale | Totale |
| Stagione          | Squadra            | Comp              | Pres       | Reti       | Comp            | Pres            | Reti            | Comp                 | Pres                 | Reti                 | Comp        | Pres        | Reti        | Pres   | Reti   |
| ----------------- | ------------------ | ----------------- | ---------- | ---------- | --------------- | --------------- | --------------- | -------------------- | -------------------- | -------------------- | ----------- | ----------- | ----------- | ------ | ------ |
| 2007-2008         | Pisa               | A2                | 3          | 0          | CI              | ?               | ?               | -                    | -                    | -                    | -           | -           | -           | 3+     | 0+     |
| 2008-2009         | Vigor Misericordia | ?                 | ?          | ?          | -               | -               | -               | -                    | -                    | -                    | -           | -           | -           | ?      | ?      |
| 2009-2010         | Vigor Misericordia | ?                 | ?          | ?          | -               | -               | -               | -                    | -                    | -                    | -           | -           | -           | ?      | ?      |
| 2010-2011         | Vigor Misericordia | ?                 | ?          | ?          | -               | -               | -               | -                    | -                    | -                    | -           | -           | -           | ?      | ?      |
| 2011-2012         | Firenze            | A                 | 22         | 0          | CI              | ?               | ?               | -                    | -                    | -                    | -           | -           | -           | 22+    | 0+     |
| 2012-2013         | Firenze            | A                 | 11         | 4          | CI              | ?               | ?               | -                    | -                    | -                    | -           | -           | -           | 11+    | 4+     |
| 2013-2014         | Firenze            | A                 | 29         | 3          | CI              | ?               | ?               | -                    | -                    | -                    | -           | -           | -           | 29+    | 3+     |
| 2014-2015         | Firenze            | A                 | 20         | 2          | CI              | 3               | 2               | -                    | -                    | -                    | -           | -           | -           | 23     | 4      |
| Totale Firenze    | Totale Firenze     | Totale Firenze    | 82         | 9          | -               | 3+              | 2+              | -                    | -                    | -                    | -           | -           | -           | 88     | 11     |
| 2015-2016         | Fiorentina         | A                 | 20         | 0          | CI              | 2               | 0               | -                    | -                    | -                    | -           | -           | -           | 22     | 0      |
| 2016-2017         | Fiorentina         | A                 | 22         | 4          | CI              | 7               | 1               | -                    | -                    | -                    | -           | -           | -           | 29     | 5      |
| 2017-2018         | Fiorentina         | A                 | 21+1       | 0          | CI              | 4               | 0               | UWCL                 | 4                    | 0                    | SI          | 1           | 0           | 31     | 0      |
| 2018-2019         | Fiorentina         | A                 | 21         | 2          | CI              | 6               | 0               | UWCL                 | 3                    | 0                    | SI          | 1           | 0           | 31     | 2      |
| 2019-2020         | Fiorentina         | A                 | 13         | 0          | CI              | 1               | 0               | UWCL                 | 2                    | 0                    | SI          | 1           | 0           | 17     | 0      |
| 2020-2021         | Fiorentina         | A                 | 19         | 2          | CI              | 2               | 0               | UWCL                 | 4                    | 0                    | SI          | 1           | 0           | 26     | 2      |
| Totale Fiorentina | Totale Fiorentina  | Totale Fiorentina | 117        | 8          | -               | 22              | 1               | -                    | 13                   | 0                    | -           | 4           | 0           | 156    | 9      |
| 2021-2022         | Milan              | A                 | 21         | 3          | CI              | 6               | 1               | UWCL                 | 2                    | 0                    | SI          | 2           | 0           | 31     | 4      |
| 2022-2023         | Milan              | A                 | 23         | 0          | CI              | 6               | 0               | -                    | -                    | -                    | -           | -           | -           | 29     | 0      |
| 2023-gen.2024     | Milan              | A                 | 8          | 0          | CI              | 1               | 0               | -                    | -                    | -                    | -           | -           | -           | 9      | 0      |
| Totale Milan      | Totale Milan       | Totale Milan      | 52         | 3          | -               | 13              | 1               | -                    | 2                    | 0                    | -           | 2           | 0           | 69     | 4      |
| gen.-giu. 2024    | Lazio              | B                 | 15         | 1          | -               | -               | -               | -                    | -                    | -                    | -           | -           | -           | 15     | 1      |
| 2024-feb. 2025    | Sassuolo           | A                 | 4          | 0          | CI              | 0               | 0               |                      | -                    | -                    |             | -           | -           | 4      | 0      |
| Totale carriera   | Totale carriera    | Totale carriera   | 273        | 21         | -               | 38+             | 4+              | -                    | 15                   | 0                    | -           | 6           | 0           | 332    | 25     |

### Cronologia presenze e reti in nazionale
| Cronologia completa delle presenze e delle reti in nazionale ― Italia | Cronologia completa delle presenze e delle reti in nazionale ― Italia | Cronologia completa delle presenze e delle reti in nazionale ― Italia | Cronologia completa delle presenze e delle reti in nazionale ― Italia | Cronologia completa delle presenze e delle reti in nazionale ― Italia | Cronologia completa delle presenze e delle reti in nazionale ― Italia | Cronologia completa delle presenze e delle reti in nazionale ― Italia | Cronologia completa delle presenze e delle reti in nazionale ― Italia |
| Data                                                                  | Città                                                                 | In casa                                                               | Risultato                                                             | Ospiti                                                                | Competizione                                                          | Reti                                                                  | Note                                                                  |
| --------------------------------------------------------------------- | --------------------------------------------------------------------- | --------------------------------------------------------------------- | --------------------------------------------------------------------- | --------------------------------------------------------------------- | --------------------------------------------------------------------- | --------------------------------------------------------------------- | --------------------------------------------------------------------- |
| 20-1-2018                                                             | Marsiglia                                                             | Francia                                                               | 1 – 1                                                                 | Italia                                                                | Amichevole                                                            | -                                                                     | 84’                                                                   |
| 28-2-2018                                                             | Larnaca                                                               | Italia                                                                | 3 – 0                                                                 | Svizzera                                                              | Cyprus Cup 2018 - 1º turno                                            | -                                                                     | 90’                                                                   |
| 2-3-2018                                                              | Larnaca                                                               | Italia                                                                | 3 – 0                                                                 | Galles                                                                | Cyprus Cup 2018 - 1º turno                                            | 1                                                                     | 55’                                                                   |
| 5-3-2018                                                              | Larnaca                                                               | Finlandia                                                             | 2 – 2                                                                 | Italia                                                                | Cyprus Cup 2018 - 1º turno                                            | -                                                                     |                                                                       |
| 7-3-2018                                                              | Larnaca                                                               | Spagna                                                                | 2 – 0                                                                 | Italia                                                                | Cyprus Cup 2018 - finale                                              | -                                                                     | 81’                                                                   |
| 6-4-2018                                                              | Vadul lui Vodă                                                        | Moldavia                                                              | 1 – 3                                                                 | Italia                                                                | Qual. Mondiali 2019                                                   | -                                                                     |                                                                       |
| 9-10-2018                                                             | Cremona                                                               | Italia                                                                | 1 – 0                                                                 | Svezia                                                                | Amichevole                                                            | -                                                                     | 73’                                                                   |
| 27-2-2019                                                             | Larnaca                                                               | Messico                                                               | 0 – 5                                                                 | Italia                                                                | Cyprus Cup 2019 - 1º turno                                            | -                                                                     | 64’                                                                   |
| 1-3-2019                                                              | Larnaca                                                               | Ungheria                                                              | 0 – 3                                                                 | Italia                                                                | Cyprus Cup 2019 - 1º turno                                            | -                                                                     |                                                                       |
| 4-3-2019                                                              | Larnaca                                                               | Italia                                                                | 4 – 1                                                                 | Thailandia                                                            | Cyprus Cup 2019 - 1º turno                                            | -                                                                     | 69’                                                                   |
| 9-4-2019                                                              | Reggio Emilia                                                         | Italia                                                                | 2 – 1                                                                 | Irlanda                                                               | Amichevole                                                            | -                                                                     | 46’                                                                   |
| Totale                                                                |                                                                       | Presenze                                                              | 7                                                                     |                                                                       | Reti                                                                  | 0                                                                     |                                                                       |

## Palmarès

### Club
- Campionato italiano: 1

Fiorentina: 2016-2017
- Campionato italiano di Serie B: 1

Lazio: 2023-2024
- Coppa Italia: 2

Fiorentina: 2016-2017, 2017-2018
- Supercoppa italiana: 1

Fiorentina: 2018
• Campionato italiano di Serie C: 1
Spezia Women: 1
• Coppa Italia di Serie C: 1
Spezia Women